# Album chủ đề
Album chủ đề (concept album) là khái niệm thu âm trong đó nghệ sĩ sáng tác, sắp xếp và thực hiện các ca khúc trong cùng một album theo một chủ đề, một ý tưởng hay một câu chuyện chung, đối lập với việc thu âm một album với các ca khúc hoàn toàn không liên quan với nhau. Cho dù còn nhiều tranh cãi, khái niệm "chủ đề" ở đây mang tính tương tác từ bên trong và thể hiện một khối tương đối thống nhất theo nghĩa chủ đề mà nghệ sĩ lựa chọn cũng như về tính thẩm mỹ.